# Alesia Turavová
Alesia Turavová (* 6. prosince 1979) je běloruská atletka, běžkyně, jejíž specializací jsou střední tratě, zejména tzv. steeplechase.

## Sportovní kariéra
Největších úspěchů dosáhla v běhu na 3000 metrů překážek. V roce 2002 dvakrát vytvořila světový rekord v této disciplíně – nejprve 12. června časem 9:21,72. Následující měsíc, 27. července, vylepšila světový rekord na 9:16,51. V roce 2006 se stala mistryní Evropy na 3000 metrů překážek.